# Pseudodipsas arcana
Pseudodipsas arcana är en fjärilsart som beskrevs av Miller och Edwards 1978. Pseudodipsas arcana ingår i släktet Pseudodipsas och familjen juvelvingar. Inga underarter finns listade i Catalogue of Life.